# Modernizm w muzyce
Modernizm − ogólne określenie prądów w muzyce światowej, zakładających całkowite odejście od muzyki romantycznej. Poza kontekstem fachowym muzyka modernistyczna bywa nazywana muzyką „współczesną” albo „nowoczesną”, chociaż jej początki sięgają lat osiemdziesiątych XIX w.
O ile romantycy szukali inspiracji przede wszystkim w naturze i kulturze ludowej (legendy, poezja, krajobraz), to moderniści – raczej w technice (futuryzm), życiu codziennym (np. Les Six). W romantyzmie ogromnie ważna była harmonia i melodia, moderniści na pierwszym miejscu stawiali barwę (impresjonizm), rytm (neoklasycyzm). Całkowicie rezygnowali z melodii w tradycyjnym znaczeniu (dodekafoniści, Edgar Varèse). Dla muzyki romantycznej charakterystyczna była intensywna emocjonalność, której w rozmaity sposób moderniści sprzeciwiali się, z wyjątkiem ekspresjonistów. W muzyce romantycznej forma traktowana była narracyjnie, tymczasem różne nurty modernistyczne miały różne postaci anarracyjności: statyka (impresjonizm), porwana fraza (ekspresjonizm), sekwencyjność (Strawiński), snucie motywiczne (neoklasycyzm).
Modernizm w muzyce trwał prawie sto lat, od ok. 1880 do ok. 1975. W początkach XX wieku za modernistów uważani byli: Gustav Mahler, Claude Debussy, Aleksandr Skriabin i Richard Strauss. Kolejne pokolenie modernistów należało już w pełni do XX wieku, a byli to przede wszystkim: Arnold Schönberg, Béla Bartók i Igor Strawinski. Następne pokolenie działało po II wojnie światowej: Karlheinz Stockhausen, Pierre Boulez, Krzysztof Penderecki i in. Do głównych nurtów modernizmu zaliczane są takie kierunki jak:
impresjonizm
ekspresjonizm
futuryzm
serializm
sonoryzm
Określenia „muzyka modernistyczna” jako pierwszy użył Richard Wagner w 1849 roku, krytykując opery Giacomo Meyerbeera. Kilkanaście lat później określenia tego użył z kolei Baudelaire wobec muzyki Wagnera, ale w taki sposób, że nabrało ono pozytywnego wydźwięku, oznaczając sztukę, „która stawia sobie za cel zgłębienie istoty świata”.
Muzyka modernistyczna, ponieważ zrywała z romantyzmem, zazwyczaj spotykała się z  nieprzyjaznym przyjęciem publiczności. Od końca XIX wieku niezrozumienie między kompozytorami a publicznością bardzo się pogłębiało, silniej nawet niż w innych sztukach: Zabawne, że publiczność znosi doskonale ruch literacki, nowe formy lansowane przez pisarzy rosyjskich [...] natomiast co do muzyki, to chcieliby, żeby ona pozostała w spokoju, i zrobiliby niemal rewolucję z powodu trochę dysonansowego akordu (Claude Debussy w 1887). Kompozytorzy zarzucali natomiast publiczności, że interesuje się przede wszystkim sztuką dawną i komercyjną, jak operetka. Większość z nich była przeciwna demokratyzacji sztuki, jak Arnold Schönberg, który uważał: Jeśli sztuka, to nie dla wszystkich, jeśli zaś dla wszystkich – to nie jest to sztuka.